# Mitsuru Ushijima
Mitsuru Ushijima (jap. 牛島 満 Ushijima Mitsuru; ur. 31 lipca 1887, zm. 22 czerwca 1945 na Okinawie) – japoński generał, dowodzący obroną wyspy Okinawa w 1945.

## Życiorys
Absolwent Japońskiej Cesarskiej Akademii Wojskowej (1908). Brał udział w interwencji wojsk japońskich we Władywostoku w 1919. Następne lata spędził na przemian jako urzędnik wojskowy i dowódca. W 1920 został instruktorem w Szkole Piechoty, 12 lat później awansował na komendanta Szkoły Wojskowej Toyama.
W latach 1933–1936 pełnił funkcję adiutanta ministra wojny. Stamtąd przeniesiono go na pierwsze w jego karierze wojskowej stanowisko dowódcze – w randze pułkownika objął 1 Pułk Piechoty. Po rozpoczęciu wojny z Chinami został awansowany do stopnia generała-majora i objął dowództwo walczącej tam 36. Brygady Piechoty. W latach 1938–1939 był komendantem różnych szkół wojskowych, a pod koniec 1939 został dowódcą walczącej w Chinach 11 DP, awansując jednocześnie do stopnia generała-porucznika. Na czele swojej jednostki wziął udział w licznych walkach na terenie Chin i Birmy.
Na przełomie 1941 i 1942 został komendantem szkoły oficerskiej, a rok później – Akademii Wojskowej. W sierpniu 1944 znów otrzymał przydział bojowy – został dowódcą 32 Armii, mającej za zadanie obronę wysp Riukiu. Pomimo różnicy zdań pomiędzy nim a szefem sztabu 32 Armii gen. Isamu Chō oraz płk. Hiromichim Yaharą, bardzo skutecznie dowodził obroną Okinawy. Choć utracił sporą część bronionego terenu, odrzucił propozycję kapitulacji. 22 czerwca 1945 po załamaniu się japońskiej kontrofensywy i utracie nadziei na dalszą skuteczną obronę, generałowie Ushijima i Chō popełnili rytualne samobójstwo – seppuku.